# 彼得·马丁
彼得·马丁（英語：Peter Martin，1962年2月23日—），新西兰男子田径运动员。他曾代表新西兰参加1996年、2000年、2004年和2012年夏季残疾人奥林匹克运动会田径比赛，获得四枚金牌、一枚银牌和二枚铜牌。